# 扎内
扎内（義大利語：Zanè），是意大利威尼托大区维琴察省的一个市镇。总面积7平方公里，人口6600人，人口密度942.9人/平方公里（2009年）。国家统计（ISTAT）代码为024119。